# Wereldkampioenschappen veldrijden 1983
De wereldkampioenschappen veldrijden 1983 werden gehouden op 19 en 20 februari 1983 in Birmingham, Verenigd Koninkrijk.

## Uitslagen

### Mannen, elite
| Plaats | Renner             | Land                     | Tijd   |
| ------ | ------------------ | ------------------------ | ------ |
|        | Roland Liboton     | België                   | 53.17  |
| Zilver | Albert Zweifel     | Zwitserland              | + 0.09 |
| Brons  | Klaus-Peter Thaler | Bondsrepubliek Duitsland | + 0.10 |
| 4.     | Rein Groenendaal   | Nederland                | + 0.23 |
| 5.     | Hennie Stamsnijder | Nederland                | + 1.06 |
| 6.     | Robert Vermeire    | België                   | + 1.07 |
| 7.     | Patrice Thévenard  | Frankrijk                | + 1.28 |
| 8.     | Johan Ghyllebert   | België                   | + 2.20 |
| 9.     | Peter Frischknecht | Zwitserland              | + 2.21 |
| 10.    | Jan Teugels        | België                   | + 2.27 |

### Jongens, junioren
| Plaats | Renner          | Land                     | Tijd   |
| ------ | --------------- | ------------------------ | ------ |
|        | Roman Kreuziger | Tsjecho-Slowakije        | 39.35  |
| Zilver | Martin Hendriks | Nederland                | + 0.06 |
| Brons  | Petr Hric       | Tsjecho-Slowakije        | + 0.11 |
| 4.     | Radovan Fořt    | Tsjecho-Slowakije        | + 0.13 |
| 5.     | John van Gessel | Nederland                | + 0.19 |
| 6.     | Josef Faller    | Bondsrepubliek Duitsland | + 0.35 |
| 7.     | Ondrej Glajza   | Tsjecho-Slowakije        | + 0.55 |
| 8.     | Thierry Valette | Frankrijk                | + 0.57 |
| 9.     | Peter Müller    | Zwitserland              | + 1.07 |
| 10.    | Henri Schnadt   | Luxemburg                | + 1.10 |

### Mannen, amateurs
| Plaats | Renner                 | Land              | Tijd   |
| ------ | ---------------------- | ----------------- | ------ |
|        | Radomír Šimůnek        | Tsjecho-Slowakije | 47.11  |
| Zilver | Werner Van Der Fraenen | België            | z.t.   |
| Brons  | Petr Klouček           | Tsjechië          | + 0.02 |
| 4.     | Andrzej Mąkowski       | Polen             | + 0.14 |
| 5.     | Ludo De Rey            | België            | + 0.20 |
| 6.     | Miloš Fišera           | Tsjecho-Slowakije | + 0.25 |
| 7.     | Alain Daniel           | Frankrijk         | + 0.27 |
| 8.     | František Klouček      | Tsjecho-Slowakije | + 0.31 |
| 9.     | Ivan Messelis          | België            | + 0.40 |
| 10.    | Herman Snoeyink        | Nederland         | + 0.51 |

## Medaillespiegel
| Plaats | Land                     | Goud | Zilver | Brons | Totaal |
| 1      | Tsjecho-Slowakije        | 2    | 0      | 2     | 4      |
| 2      | België                   | 1    | 1      | 0     | 2      |
| 3      | Nederland                | 0    | 1      | 0     | 1      |
| 4      | Zwitserland              | 0    | 1      | 0     | 1      |
| 5      | Bondsrepubliek Duitsland | 0    | 0      | 1     | 1      |
| Totaal | Totaal                   | 3    | 3      | 3     | 9      |

1950 · 
1951 · 
1952 · 
1953 · 
1954 · 
1955 · 
1956 · 
1957 · 
1958 · 
1959 · 
1960 · 
1961 · 
1962 · 
1963 · 
1964 · 
1965 · 
1966 · 
1967 · 
1968 · 
1969 · 
1970 · 
1971 · 
1972 · 
1973 · 
1974 · 
1975 · 
1976 · 
1977 · 
1978 · 
1979 · 
1980 · 
1981 · 
1982 · 
1983 · 
1984 · 
1985 · 
1986 · 
1987 · 
1988 · 
1989 · 
1990 · 
1991 · 
1992 · 
1993 · 
1994 · 
1995 · 
1996 · 
1997 · 
1998 · 
1999 · 
2000 · 
2001 · 
2002 · 
2003 · 
2004 · 
2005 · 
2006 · 
2007 · 
2008 · 
2009 · 
2010 · 
2011 · 
2012 · 
2013 · 
2014 · 
2015 · 
2016 · 
2017 · 
2018 · 
2019 ·
2020 ·
2021 ·
2022 ·
2023 ·
2024 ·
2025

Categorieën

Mannen elite · 
vrouwen elite · 
mannen beloften · 
vrouwen beloften · 
jongens junioren · 
meisjes junioren · 
gemengde estafette

Voormalig:
mannen amateurs